# Adobe BrowserLab
Adobe BrowserLabは、アドビが提供しているオンラインサービスのCS Liveに属しているサービスの一つで、様々なブラウザでの描画をエミュレーションして表示するサービスである。オンラインから利用する方法とDreamweaverから利用する方法がある